# Meteorus nereus
Meteorus nereus är en stekelart som beskrevs av Nixon 1943. Meteorus nereus ingår i släktet Meteorus och familjen bracksteklar. Inga underarter finns listade i Catalogue of Life.